# Кассинетта-ди-Луганьяно
Кассинетта-ди-Луганьяно (итал. Cassinetta di Lugagnano) — коммуна в Италии, в провинции Милан области Ломбардия.
Население составляет 1525 человек, плотность населения составляет 508 чел./км². Занимает площадь 3 км². Почтовый индекс — 20081. Телефонный код — 02.
Покровителем коммуны почитается святой Антоний Великий, празднование 17 января.